# Johnny Gottselig
Johannes Gottselig (né le 24 juin 1906 à Odessa dans l'Empire russe aujourd'hui ville d'Ukraine — mort le 15 mai 1986 à Chicago aux États-Unis) est un joueur professionnel puis entraîneur canadien de hockey sur glace. À sa carrière de joueur, il évoluait au poste d'ailier gauche.

## Biographie
Né dans l'Empire russe, Gottselig déménage au Canada dans sa jeunesse et joue au hockey junior avec les Pats de Régina. Il commence sa carrière professionnelle également à Régina, avec les Capitals dans la Prairie Hockey League. Il joue ensuite une saison dans l'Association américaine de hockey avec les Maroons de Winnipeg avant d'être réclamé en 1928 par les Black Hawks de Chicago dans la Ligue nationale de hockey.
En 1934, il remporte avec eux la coupe Stanley. En 1935 il devient capitaine de l'équipe. La saison suivante, il est invité au Match des étoiles de la LNH Toujours capitaine de l'équipe, il remporte une deuxième coupe Stanley en 1938. En 1939, il est nommé dans la deuxième équipe d'étoiles de la LNH et est invité à son deuxième Match des étoiles.
Il termine sa carrière en jouant un dernier match avec les Black Hawks pendant la saison 1944-1945 après 590 matchs joués dans la LNH. Cette même saison, il devient entraîneur de l'équipe en remplacement de Paul Thompson. Il a commencé une carrière d'entraîneur parallèlement en 1940 lorsqu'il a exercé la fonction d'entraîneur-joueur pour les Americans de Kansas City. Il reste à ce poste jusqu'en décembre 1947 où il est remplacé par Charlie Conacher.
Il s'impliqua ensuite dans le baseball féminin avant d'accepter un poste de directeur de la communication pour la Stone Construction Company en 1962. En 1986, il meurt d'un arrêt cardiaque.

## Statistiques

### Joueur
| Saison     | Équipe                   | Ligue      |     | Saison régulière | Saison régulière | Saison régulière | Saison régulière | Saison régulière |    | Séries éliminatoires | Séries éliminatoires | Séries éliminatoires | Séries éliminatoires | Séries éliminatoires |
| Saison     | Équipe                   | Ligue      | PJ  | B                | A                | Pts              | Pun              | PJ               | B  | A                    | Pts                  | Pun                  |                      |                      |
| 1926-1927  | Capitals de Regina       | PrHL       | 32  | 23               | 7                | 30               | 21               | 2                | 1  | 0                    | 1                    | 0                    |                      |                      |
| 1927-1928  | Maroons de Winnipeg      | AHA        | 39  | 14               | 5                | 19               | 24               | -                | -  | -                    | -                    | -                    |                      |                      |
| 1928-1929  | Black Hawks de Chicago   | LNH        | 44  | 5                | 3                | 8                | 26               | -                | -  | -                    | -                    | -                    |                      |                      |
| 1929-1930  | Black Hawks de Chicago   | LNH        | 39  | 21               | 4                | 25               | 28               | 2                | 0  | 0                    | 0                    | 4                    |                      |                      |
| 1930-1931  | Black Hawks de Chicago   | LNH        | 42  | 20               | 12               | 32               | 14               | 9                | 3  | 3                    | 6                    | 2                    |                      |                      |
| 1931-1932  | Black Hawks de Chicago   | LNH        | 44  | 13               | 15               | 28               | 28               | 2                | 0  | 0                    | 0                    | 2                    |                      |                      |
| 1932-1933  | Black Hawks de Chicago   | LNH        | 41  | 11               | 11               | 22               | 6                | -                | -  | -                    | -                    | -                    |                      |                      |
| 1933-1934  | Black Hawks de Chicago   | LNH        | 48  | 16               | 14               | 30               | 4                | 8                | 4  | 3                    | 7                    | 4                    |                      |                      |
| 1934-1935  | Black Hawks de Chicago   | LNH        | 48  | 19               | 18               | 37               | 16               | 2                | 0  | 0                    | 0                    | 0                    |                      |                      |
| 1935-1936  | Black Hawks de Chicago   | LNH        | 41  | 14               | 15               | 29               | 4                | 2                | 0  | 2                    | 2                    | 0                    |                      |                      |
| 1936-1937  | Black Hawks de Chicago   | LNH        | 47  | 9                | 21               | 30               | 10               | -                | -  | -                    | -                    | -                    |                      |                      |
| 1937-1938  | Black Hawks de Chicago   | LNH        | 48  | 13               | 19               | 32               | 22               | 10               | 5  | 3                    | 8                    | 4                    |                      |                      |
| 1938-1939  | Black Hawks de Chicago   | LNH        | 48  | 16               | 23               | 39               | 15               | -                | -  | -                    | -                    | -                    |                      |                      |
| 1939-1940  | Black Hawks de Chicago   | LNH        | 39  | 8                | 15               | 23               | 7                | 2                | 0  | 1                    | 1                    | 0                    |                      |                      |
| 1940-1941  | Americans de Kansas City | AHA        | 13  | 9                | 6                | 15               | 2                | 8                | 3  | 1                    | 4                    | 2                    |                      |                      |
| 1940-1941  | Black Hawks de Chicago   | LNH        | 5   | 1                | 4                | 5                | 5                | -                | -  | -                    | -                    | -                    |                      |                      |
| 1941-1942  | Americans de Kansas City | AHA        | 40  | 25               | 35               | 60               | 22               | 6                | 2  | 5                    | 7                    | 2                    |                      |                      |
| 1942-1943  | Black Hawks de Chicago   | LNH        | 10  | 2                | 6                | 8                | 12               | -                | -  | -                    | -                    | -                    |                      |                      |
| 1943-1944  | Black Hawks de Chicago   | LNH        | 45  | 8                | 15               | 23               | 6                | 6                | 1  | 1                    | 2                    | 2                    |                      |                      |
| 1944-1945  | Black Hawks de Chicago   | LNH        | 1   | 0                | 0                | 0                | 0                | -                | -  | -                    | -                    | -                    |                      |                      |
| Totaux LNH | Totaux LNH               | Totaux LNH | 590 | 176              | 195              | 371              | 203              | 43               | 13 | 13                   | 26                   | 18                   |                      |                      |

### Entraîneur
| Saison    | Équipe                   | Ligue |    | PJ | V  | D | N      | % V                 |  | Séries éliminatoires |
| 1940-1941 | Americans de Kansas City | AHA   |    |    |    |   |        |                     |  |                      |
| 1941-1942 | Americans de Kansas City | AHA   | 50 | 31 | 17 | 2 | 64,0 % |                     |  |                      |
| 1944-1945 | Black Hawks de Chicago   | LNH   | 49 | 13 | 29 | 7 | 33,6 % | Non qualifiés       |  |                      |
| 1945-1946 | Black Hawks de Chicago   | LNH   | 50 | 31 | 17 | 2 | 64,0 % | Défaite au 1er tour |  |                      |
| 1946-1947 | Black Hawks de Chicago   | LNH   | 60 | 19 | 37 | 4 | 35,0 % | Non qualifiés       |  |                      |
| 1947-1948 | Black Hawks de Chicago   | LNH   | 28 | 7  | 19 | 2 | 28,6 % | --                  |  |                      |